# Волујац (Требиње)
Волујац је насељено мјесто у граду Требиње, Република Српска, БиХ. Према попису становништва из 1991. у насељу је живјело 102 становника. Од старина на главицама Грацима кажу да су биле некакве старине.

## Становништво
| Демографија | Демографија | Демографија |
| Година      | Становника  | Становника  |
| ----------- | ----------- | ----------- |
| 1991.       | 102         |             |